# Эфтимие-Мургу (коммуна)
Эфтимие-Мургу (рум. Eftimie Murgu) — коммуна в Румынии, жудеца Караш-Северин в регионе Трансильвания, в исторической области Банат.
Коммуна расположена на юго-западе Румынии, на юго-восточной окраине жудеца Караш-Северин на расстоянии 320 км к западу от Бухареста, 49 км к югу от г. Решица, 119 км к юго-востоку от Тимишоара и 149 км к северо-западу от Крайова.

## Население
Население на 20 октября 2011 г. — 1628 человек. Плотность 16 чел./км². Площадь — 99,02 км². Согласно переписи 2011 года 99,5 % составляли румыны. 85,6 % были румынскими православными и 14,2 % баптистами.
Названа в честь румынского философа, политического деятеля, революционера-демократа Эфтимие Мургу, который родился здесь в 1805 году.

## История
До 1970 года носила название Rudăria.
Коммуна известна своими знаменитыми водяными мельницами, которым сотни лет. Комплекс мельниц привлекает множество туристов из страны и из-за рубежа.